# Inkijkjes in de energietransitie
Inkijkjes in de energietransitie is een verzameling artistieke kunstwerken in Amsterdam-Noord.

## Inleiding

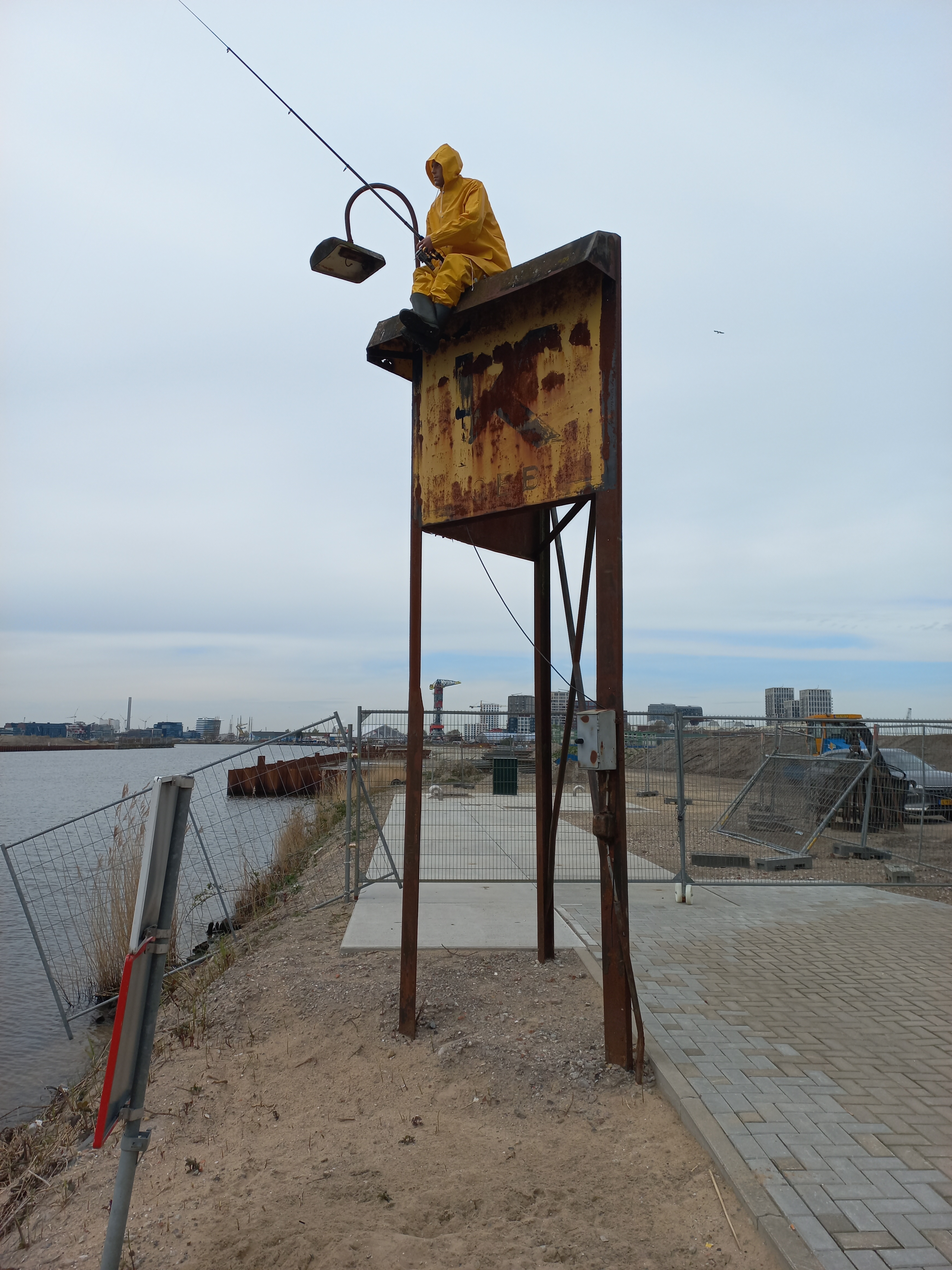
De visser (maart 2024)

De wijk Buiksloterham wordt en werd in de jaren twintig van de 21e eeuw (opnieuw) volgebouwd. Er werd druk gebouwd aan een nieuwe woonwijk, waarbij direct de energietransitie werd verwerkt. Tessa Steenkamp van Bits of Space probeert middels een aantal objecten een verbinding te verzorgen tussen mensen, plekken en technologie. Zij overlegde met allerlei instanties, zowel op het gebied van techniek, bouwkunst en woningbouwverenigingen om tot passende objecten te komen. In totaal zijn er acht installaties te bekijken. Twee daarvan waren ook even te zien tijdens de Dutch Design Week in Eindhoven.
Een van die objecten kwam te staan op (een nog) open terrein langs de Ridderspoorweg. Daar zat enige tijd op een “kabelbord” de visser van kunstenaar Street Art Frankey. Deze verdween net zo snel als die geplaatst was. 
Omdat de wijk tijdens de plaatsing nog steeds in ontwikkeling is, zullen de installaties tot november 2025 blijven staan. Wat er daarna met de installatie gebeurt is in 2025 niet bekend.
De installatie op de foto staat op het in te richten Paardenbloemplein.